# كوري واشنطن
كوري واشنطن (بالإنجليزية: Corey Washington)‏ هو لاعب كرة قدم أمريكية أمريكي، ولد في 29 ديسمبر 1991 في نورث تشارلستون في الولايات المتحدة.

## وصلات خارجية
- كوري واشنطن على موقع مرجع كرة القدم المحترفة.كوم (الإنجليزية)